# Lucius Valerius Flaccus (Konsul 131 v. Chr.)
Lucius Valerius Flaccus entstammte dem römischen Patriziergeschlecht der Valerier und war 131 v. Chr. Konsul.

## Leben
Lucius Valerius Flaccus war wahrscheinlich der Sohn des gleichnamigen Konsuls von 152 v. Chr., der in seinem Amtsjahr verstarb.
Die ersten Stationen von Flaccus’ cursus honorum sind nicht bekannt. Ob er mit jenem vom jüdischen Geschichtsschreiber Flavius Josephus erwähnten Prätor Lucius Valerius identisch ist, der bei einer die Erneuerung der Freundschaft Roms mit dem jüdischen Volk beschließenden Senatssitzung den Vorsitz führte, ist in der Forschung stark umstritten. Nach Josephus’ Darstellung erfolgte der Senatsbeschluss im Jahr 47 v. Chr. Diese Datierung ist von manchen Gelehrten wie Theodor Mommsen für richtig befunden worden, während andere wie Thomas Robert Shannon Broughton für eine wesentlich frühere Datierung in die 130er Jahre v. Chr. eintreten und den von Josephus erwähnten Prätor mit dem hier behandelten Lucius Valerius Flaccus gleichsetzen. Eine allgemein akzeptierte Lösung dieser Auffassungsunterschiede ist noch nicht erzielt worden.
Lucius Valerius Flaccus bekleidete das priesterliche Amt eines Flamen Martialis. Für das Jahr 131 v. Chr. wurde er zum Konsul gewählt und hatte Publius Licinius Crassus Dives Mucianus zum Amtsgenossen, der seit dem Vorjahr auch Pontifex Maximus war.
Der Amtsantritt der Konsuln war von einem zwischen ihnen wegen der Einziehung des pergamenischen Reichs ausgebrochenen Streit überschattet. Der etwa im Mai 133 v. Chr. verstorbene Herrscher Attalos III. von Pergamon hatte nämlich sein Königsland dem römischen Volk hinterlassen, Aristonikos, der uneheliche Sohn des Königs Attalos II., dagegen jedoch Widerstand geleistet, da er selbst die Nachfolge als pergamenischer König antreten wollte. Für Rom war dieses Problem nicht so schnell lösbar und in Kleinasien entstanden massive Unruhen, so dass 131 v. Chr. Flaccus ebenso wie sein Amtsgenosse die prestigeträchtige Aufgabe übernehmen wollten, Aristonikos militärisch zu besiegen und das den Römern vermachte Reich zu einer neuen Provinz ihres Imperiums zu machen.
Auf dem religiösen Gebiet war Flaccus als Flamen Martialis dem Pontifex Maximus untergeordnet, und in dieser Eigenschaft verbot Mucianus seinem Konsulatskollegen aufgrund von dessen priesterlichem Amt unter Strafandrohung, Rom zu verlassen. Mucianus verwies in diesem Zusammenhang auf ähnlich gelagerte frühere Fälle, in denen plebejische Pontifices Maximi erfolgreich die weltliche Macht von Patriziern beschnitten hatten, die flamines maiores waren und damit ein hohes, den Plebejern verwehrtes sakrales Amt bekleideten. So hatte der Pontifex Maximus Lucius Caecilius Metellus 242 v. Chr. während der Endphase des Ersten Punischen Kriegs dem Konsul Aulus Postumius Albinus die Teilnahme am Entscheidungskampf gegen Karthago untersagt, weil der Konsul auch Flamen Martialis war und seine sakralen Pflichten in Rom nicht vernachlässigen dürfe. Ferner hatte Mucianus’ Großvater Publius Licinius Crassus Dives, der ebenfalls Pontifex Maximus war, 189 v. Chr. zu verhindern verstanden, dass der Prätor Quintus Fabius Pictor in die ihm zugewiesene Provinz Sardinien gehen durfte, weil auch er als Flamen Quirinalis an den Verbleib in Rom gebunden war.
Mucianus konnte sich in seinem Konsulat 131 v. Chr. in der gleichen Weise wie in den vorher erwähnten Beispielen gegen seinen Amtskollegen Flaccus durchsetzen. Die gegen diesen verhängte Strafandrohung hob die Volksversammlung zwar auf, doch musste Flaccus sich Mucianus’ Befehl fügen, die Hauptstadt nicht zu verlassen. Auseinandersetzungen zwischen den Geschlechtern der Valerii Flacci und Licinii Crassi hatte es schon länger gegeben; so hatte etwa Mucianus’ Großvater Publius Licinius Crassus Dives 208 v. Chr. vergeblich versucht, dem Flamen Dialis Gaius Valerius Flaccus einen Sitz im Senat zu verwehren.
Obwohl ein Pontifex Maximus ebenfalls in seinem Heimatland bleiben musste, konnte Mucianus die Ermächtigung erlangen, selbst gegen Aristonikos Krieg zu führen, wobei er indessen ums Leben kam. Diesen Tod hielten Flaccus und andere Kontrahenten von Mucianus möglicherweise für eine verdiente Strafe, doch in der Außenpolitik trat die römische Führungsschicht trotz ihrer innenpolitischen Spannungen weiterhin geschlossen auf.
Über Flaccus’ Leben nach seinem Konsulat ist nichts bekannt. Sein Sohn war der gleichnamige Konsul von 100 v. Chr.